# やや祭り
やや祭り（ややまつり）は、山形県東田川郡庄内町千河原（ちがわら）地区に伝わる裸祭り。地区の八幡神社で行われる。地区の少年たちが、上半身は裸、下半身にケンダイと呼ばれる腰蓑をつけた姿で参加する。

## 祭りの起こり
むかし、第十五代応神天皇の皇子である大山守命（オオヤマモリノミコト）が謀反にあい、現在の千河原に逃れたという。村では草分け弥左ェ門の産部屋に身を隠していた。大山守命は、身重の妊婦が自身の苦しみも忘れてかくまってくれたことに感謝し、「私はたとえ死んだとしても、神となってあなたの身を守ろう。また、世の女の安産を祈ってやろう。もし難産の場合は私の名を唱えよ。必ず助けてつかわそう」と言った。この話から、千河原の八幡神社は安産と子孫繁栄の神様を奉る神社となった。
その八幡神社において、村の若者が子孫不足解消のためにみそぎを奉納し、お百度を踏んで子孫繁栄を祈ったのがやや祭りの起こりとされている。戦時中には中断されたが、戦後になって祭りは復興し、主役が少年たちに移っていった。
庄内町のWebサイトの観光・イベントの頁では、「素裸にケンダイと呼ばれるワラで作った腰ミノをつけただけの」と記載されているが、実際は腰ミノの下に水着や下着（トランクスなど）を着用ている参加者もいる。

## 祭りの日程
やや祭りは千河原地区にある八幡神社の歳越祭りであり、もともと1月16日に行われていた。それが参加者への配慮から祝日である1月15日（成人の日）に代わり、さらにハッピーマンデー制度施行の2000年からは、「1月15日に近い日曜日」に行われるようになった。

## みそぎ
祭りはまず、5歳～15歳の少年たちによるみそぎから始まる。少年たちは、一人ずつ、神社に作られた舞台中央に立ち、両手を頭上に挙げて静止する。その両肩に、白装束の大人二名が前日より汲みおかれた手桶の水をそれぞれかける。時に雪が降る極寒のなか（気温が氷点下になる年も多い）、冷たい水をかけられながらも少年たちは必死に耐える。その姿に見物人からはさかんな拍手がおくられる。その後、今度は高校生による「お百度参り」が行われる。神社本殿と鳥居との間を数名の高校生が往復し、祈願を行う。